# Hôtel de Girardin et de Luzy
L'hôtel de Girardin et de Luzy est un monument situé dans la ville du Puy-en-Velay dans le département de la Haute-Loire.

## Histoire
La porte de la tour, la galerie à encorbellement de la cour intérieure sont inscrites au titre des monuments historiques par arrêté du 23 septembre 1949.